# 태안연안해상교통관제센터
태안연안해상교통관제센터(泰安沿岸海上交通管制-)는 대한민국 해양경찰청 중부지방해양경찰청의 교통관제센터이다.
센터장은 경정을 보한다.